# ريعان (أمانة العاصمة)

تعديل مصدري - تعديل

ريعان هي إحدى قرى مديرية ضواحي الأمانة همدان التابعة لمحافظة أمانة العاصمة صنعاء اليمنية، بلغ  تعداد سكانها 2347 نسمة حسب الإحصاء الذي أجري عام 2004.